# Tanaocerus koebelei
Tanaocerus koebelei is een rechtvleugelig insect uit de familie Tanaoceridae. De wetenschappelijke naam van deze soort is voor het eerst geldig gepubliceerd in 1906 door Bruner.